# Húrin
Pour les articles homonymes, voir Hurin.
Húrin est un personnage secondaire du légendaire de J. R. R. Tolkien apparaissant dans le Silmarillion, Les Enfants de Húrin, le Narn i Hîn Húrin publié dans les Contes et légendes inachevés et qui est le personnage principal du texte The Wanderings of Húrin, publié dans The War of the Jewels,. Son destin est étroitement lié à celui de son fils Túrin.
Avec son frère Huor, le père de Tuor, ils découvrent la cité de Gondolin où ils sont chaleureusement accueillis par Turgon. Lors de la cinquième bataille du Beleriand, Nírnaeth Arnoediad, il protège les arrières de l'armée de celui-ci, empêchant Morgoth de découvrir prématurément la cité cachée. Il est fait prisonnier et attaché au sommet du Thangorodrim, condamné à voir et entendre tous les malheurs qui s'abattent sur ses enfants Túrin et Nienor. Après vingt-huit années de captivité, il est relâché par Morgoth et tente vainement de retourner à Gondolin, où il n'est pas autorisé à entrer, Turgon considérant qu'il a été corrompu par l'ennemi. Húrin poursuit sa route jusqu'en Brethil, sur la tombe de ses enfants, où il trouve sa femme, Morwen, mourante. Il s'en va alors sur les lieux où était passé Túrin, notamment à Nargothrond et Doriath, avant de finir par se jeter dans les eaux de Belegaer.

## Caractéristiques

### Description
Húrin appartient à la maison de Hador « Tête d'Or », son grand-père, et était connu pour son endurance. Ses yeux étaient bleus, tout comme ceux de sa fille Nienor.

« il était plus court de taille que les autres hommes de sa race ; en cela il tenait de la lignée de sa mère, mais pour tout le reste il ressemblait à Hador son grand-père, étant clair de visage et blond de cheveux, et bâti en force et l'âme ardente. »

— J. R. R. Tolkien, Narn î Hîn Húrin

### Famille
|  |  | Maison de Hador | Maison de Hador | Maison de Hador | Maison de Hador | Maison de Hador | Maison de Hador |  |  | Maison de Haleth | Maison de Haleth | Maison de Haleth | Maison de Haleth | Maison de Haleth | Maison de Haleth |  |  |          |          |          |          | Maison de Bëor | Maison de Bëor | Maison de Bëor | Maison de Bëor | Maison de Bëor | Maison de Bëor |          |          |          |          |      |      |      |      |      |      |      |      |  |  |  |  |  |  |  |  |  |  |  |  |  |  |  |  |  |  |  |  |  |  |  |  |  |  |  |  |
|  |  | Maison de Hador | Maison de Hador | Maison de Hador | Maison de Hador | Maison de Hador | Maison de Hador |  |  | Maison de Haleth | Maison de Haleth | Maison de Haleth | Maison de Haleth | Maison de Haleth | Maison de Haleth |  |  |          |          |          |          | Maison de Bëor | Maison de Bëor | Maison de Bëor | Maison de Bëor | Maison de Bëor | Maison de Bëor |          |          |          |          |      |      |      |      |      |      |      |      |  |  |  |  |  |  |  |  |  |  |  |  |  |  |  |  |  |  |  |  |  |  |  |  |  |  |  |  |
|  |  |                 |                 |                 |                 |                 |                 |  |  |                  |                  |                  |                  |                  |                  |  |  |          |          |          |          |                |                |                |                |                |                |          |          |          |          |      |      |      |      |      |      |      |      |  |  |  |  |  |  |  |  |  |  |  |  |  |  |  |  |  |  |  |  |  |  |  |  |  |  |  |  |
|  |  | Galdor          | Galdor          | Galdor          | Galdor          | Galdor          | Galdor          |  |  | Hareth           | Hareth           | Hareth           | Hareth           | Hareth           | Hareth           |  |  | Baragund | Baragund | Baragund | Baragund | Baragund       | Baragund       |                |                | Belegund       | Belegund       | Belegund | Belegund | Belegund | Belegund |      |      |      |      |      |      |      |      |  |  |  |  |  |  |  |  |  |  |  |  |  |  |  |  |  |  |  |  |  |  |  |  |  |  |  |  |
|  |  | Galdor          | Galdor          | Galdor          | Galdor          | Galdor          | Galdor          |  |  | Hareth           | Hareth           | Hareth           | Hareth           | Hareth           | Hareth           |  |  | Baragund | Baragund | Baragund | Baragund | Baragund       | Baragund       |                |                | Belegund       | Belegund       | Belegund | Belegund | Belegund | Belegund |      |      |      |      |      |      |      |      |  |  |  |  |  |  |  |  |  |  |  |  |  |  |  |  |  |  |  |  |  |  |  |  |  |  |  |  |
|  |  |                 |                 |                 |                 |                 |                 |  |  |                  |                  |                  |                  |                  |                  |  |  |          |          |          |          |                |                |                |                |                |                |          |          |          |          |      |      |      |      |      |      |      |      |  |  |  |  |  |  |  |  |  |  |  |  |  |  |  |  |  |  |  |  |  |  |  |  |  |  |  |  |
|  |  |                 |                 |                 |                 |                 |                 |  |  |                  |                  |                  |                  |                  |                  |  |  |          |          |          |          |                |                |                |                |                |                |          |          |          |          |      |      |      |      |      |      |      |      |  |  |  |  |  |  |  |  |  |  |  |  |  |  |  |  |  |  |  |  |  |  |  |  |  |  |  |  |
|  |  | Húrin           | Húrin           | Húrin           | Húrin           | Húrin           | Húrin           |  |  |                  |                  |                  |                  |                  |                  |  |  | Morwen   | Morwen   | Morwen   | Morwen   | Morwen         | Morwen         |                |                | Rían           | Rían           | Rían     | Rían     | Rían     | Rían     |      |      | Huor | Huor | Huor | Huor | Huor | Huor |  |  |  |  |  |  |  |  |  |  |  |  |  |  |  |  |  |  |  |  |  |  |  |  |  |  |  |  |
|  |  | Húrin           | Húrin           | Húrin           | Húrin           | Húrin           | Húrin           |  |  |                  |                  |                  |                  |                  |                  |  |  | Morwen   | Morwen   | Morwen   | Morwen   | Morwen         | Morwen         |                |                | Rían           | Rían           | Rían     | Rían     | Rían     | Rían     |      |      | Huor | Huor | Huor | Huor | Huor | Huor |  |  |  |  |  |  |  |  |  |  |  |  |  |  |  |  |  |  |  |  |  |  |  |  |  |  |  |  |
|  |  |                 |                 |                 |                 |                 |                 |  |  |                  |                  |                  |                  |                  |                  |  |  |          |          |          |          |                |                |                |                |                |                |          |          |          |          |      |      |      |      |      |      |      |      |  |  |  |  |  |  |  |  |  |  |  |  |  |  |  |  |  |  |  |  |  |  |  |  |  |  |  |  |
|  |  |                 |                 |                 |                 |                 |                 |  |  |                  |                  |                  |                  |                  |                  |  |  |          |          |          |          |                |                |                |                |                |                |          |          |          |          |      |      |      |      |      |      |      |      |  |  |  |  |  |  |  |  |  |  |  |  |  |  |  |  |  |  |  |  |  |  |  |  |  |  |  |  |
|  |  | Túrin           | Túrin           | Túrin           | Túrin           | Túrin           | Túrin           |  |  | Lalaith          | Lalaith          | Lalaith          | Lalaith          | Lalaith          | Lalaith          |  |  | Nienor   | Nienor   | Nienor   | Nienor   | Nienor         | Nienor         |                |                |                |                |          |          | Tuor     | Tuor     | Tuor | Tuor | Tuor | Tuor |      |      |      |      |  |  |  |  |  |  |  |  |  |  |  |  |  |  |  |  |  |  |  |  |  |  |  |  |  |  |  |  |
|  |  | Túrin           | Túrin           | Túrin           | Túrin           | Túrin           | Túrin           |  |  | Lalaith          | Lalaith          | Lalaith          | Lalaith          | Lalaith          | Lalaith          |  |  | Nienor   | Nienor   | Nienor   | Nienor   | Nienor         | Nienor         |                |                |                |                |          |          | Tuor     | Tuor     | Tuor | Tuor | Tuor | Tuor |      |      |      |      |  |  |  |  |  |  |  |  |  |  |  |  |  |  |  |  |  |  |  |  |  |  |  |  |  |  |  |  |
|  |  |                 |                 |                 |                 |                 |                 |  |  |                  |                  |                  |                  |                  |                  |  |  |          |          |          |          |                |                |                |                |                |                |          |          |          |          |      |      |      |      |      |      |      |      |  |  |  |  |  |  |  |  |  |  |  |  |  |  |  |  |  |  |  |  |  |  |  |  |  |  |  |  |

### Noms et titres
Le nom « Húrin » est l'adaptation de Húrind, du sindarin hûr « détermination, vigueur, fougue » et -ind  « pensée intime, intention, cœur ». Húrin est parfois surnommé Thalion, ce qui en sindarin signifie « héros » ou « homme intrépide ».
Húrin est considéré comme « plus grand guerrier parmi les mortels ».

## Histoire
Né en 441 du Premier Âge, Húrin est le fils aîné de Galdor, ce qui fait de lui l'héritier de la Maison de Hador, et d'Hareth, de la Maison de Haleth. Il est le frère de Huor, le futur père de Tuor. Avec son épouse Morwen Eledhwen, il a trois enfants : le célèbre Túrin, né en 464, Lalaith, née en 466 et décédée à l'âge de trois ans, et enfin Nienor, née en 473. 
Durant leur jeunesse, Húrin et Huor ont l'habitude de partir combattre les orques de Morgoth. Lors d'une escarmouche, en compagnie de Haladin de la famille de leur mère, ils sont séparés du groupe et se trouvent perdus au pied des Crissaegrim, les montagnes encerclantes de la cité de Gondolin. L'aigle Thorondor les aperçoit et fait en sorte qu'ils soient transportés dans la vallée de Tumladen, au centre de laquelle siégeait la cité cachée. Le roi Ñoldo Turgon leur fait bon accueil. Húrin et Huor restent un an à Gondolin avant de demander l'autorisation de retrouver leur famille. Après avoir juré de garder le silence sur la cité de Gondolin, les aigles les ramènent à Dor-lómin, les terres de la Maison de Hador.
Quelque temps plus tard, en 472, alors que Morwen est enceinte de Nienor, Húrin, en tant qu'héritier de la Maison de Hador, mène son peuple combattre à la Bataille des Larmes Innombrables, Nírnaeth Arnoediad, auprès des Ñoldor de la maison de Fingolfin menés par Fingon et Turgon. Malgré l'importance des forces noldorines, la bataille tourne vite à l'avantage des forces de Morgoth, du fait de la trahison d'un grand nombre d'Hommes. Voyant la victoire leur échapper, Húrin protège la retraite de l'armée de Turgon, avec les guerriers de sa maison. 
Il se sacrifie afin que Morgoth n'apprenne pas l'emplacement de Gondolin prématurément et prophétisant que Turgon représente le dernier espoir des elfes et que sa citadelle sera la dernière à tomber.
Húrin reste le dernier debout avec sa hache à deux mains, combattant soixante-dix Trolls menés par Gothmog, criant à chaque fois qu'il en abat un : « Aurë entuluyva! » (« Le jour reviendra ! », en quenya). 
La légende raconte que les cadavres étaient tellement nombreux autour de lui qu'il s'en retrouva bloqué. Il est finalement capturé et son frère Huor tué dans les marais de Serech, protection naturelle où ils s'étaient abrités.
Mené à Angband par Gothmog, il est torturé par Morgoth qui souhaite obtenir des informations sur l'emplacement de Gondolin. Húrin lui rit au nez. Morgoth l'enchaîne alors au sommet du Thangorodrim, sur un siège de pierre et maudit sa famille. Il donne de plus à Húrin la faculté de voir et d'entendre tous les malheurs qui s'abattront sur son fils et sa fille et fait en sorte qu'il ne meure pas.
En 499, après vingt-huit ans de captivité et alors que ses enfants se sont donné la mort en Brethil, Morgoth libère Húrin, mais tout en le surveillant, car « dans ses plans, Húrin devait servir encore sa haine envers les Elfes et les Hommes, avant de mourir. ».
Il se rend d'abord à Dor-lómin, ses anciennes terres, qu'il découvre sous le joug des Orientaux. Là, il forme une troupe de hors-la-loi. Il se rend aux abords de Gondolin mais le royaume caché lui est désormais fermé. Húrin désespéré reste là, immobile devant les montagnes protégeant Gondolin, et crie en se lamentant sur son sort : « Turgon, Turgon, souviens-toi du Marais de Serech ! Ô Turgon, n'entends-tu rien derrière tes remparts ? » Il révèle ainsi involontairement aux espions de Morgoth, qui le suivaient à dessein, le lieu où se cache la fameuse cité de Turgon. Turgon, pris de remords, envoie peu après les Aigles à sa recherche pour le ramener en son royaume, mais en vain. 
Húrin se rend ensuite en Brethil, au bord de Cabed Naeramarth près du lieu de la mort de Glaurung et où se dressait la pierre tombale élevée pour ses enfants, portant gravée : « Túrin Turambar Dagnir Glaurunga » ainsi que « Nienor Níniel ». Il y retrouve son épouse Morwen, qui meurt avec le soleil couchant. Il ajoute alors sur la pierre: « Ici gît aussi Morwen Eledhwen ». En colère contre le peuple de Haleth, qui est pour beaucoup responsable de la mort de Túrin, Húrin pénètre à Ephel Brandir, où il est emprisonné par Hardang, le nouveau seigneur haladin, qui a succédé à Brandir. Avec l'aide de son cousin Manthor, il est jugé mais il finit par provoquer la mort d'Hardang et Manthor, et la destruction de l'Ephel Brandir. 
Toujours accompagné des hors-la-loi, Húrin se rend ensuite vers le sud, à Nargothrond dévastée par le dragon Glaurung, où le nain Mîm a élu domicile en s'y appropriant tous les trésors. Il tue Mîm, pour avoir trahi son fils. Dans les ruines de Nargothrond, il s'empare du Nauglamír avant de repartir vers l'est, en Doriath, chez le roi Thingol.
Il est autorisé par Melian, à pénétrer à Menegroth. Malgré le bon accueil de Thingol et Melian, Húrin jette le Nauglamír aux pieds des souverains en les remerciant dédaigneusement de l'aide apportée à son fils Túrin, à sa fille Nienor et sa femme Morwen. Ses hors-la-loi, furieux de voir le Nauglamír retourner entre les mains de Thingol, tentent de le reprendre par la force mais sont tués par les gardes sindar. Finalement Húrin est délivré du pouvoir de Morgoth par Melian et se rend compte du malheur qui a pesé sur lui depuis que Morgoth l'a relâché. Se repentant, il offre de bonne grâce le Nauglamír à Thingol :

« Accepte maintenant, seigneur, le Collier des Nains […] en souvenir de Húrin de Dor-lómin. Car mon destin est rempli et le but de Morgoth est atteint, mais je ne suis plus son esclave. »

— J. R. R. Tolkien, Le Silmarillion
Húrin quitte ensuite Menegroth, et il est supposé qu'il a erré pendant le restant de ses jours et que c'est en se jetant dans la mer Belegaer, vers l'an 500, qu'il est mort.

## Conception et évolution
Dans la première version du conte des Enfants de Húrin, écrite entre 1917-1919, et intitulé Turambar et le Foalókë, le personnage de Húrin est déjà présent. Le nom est orthographié Úrin, mais son rôle est similaire à ce qu'il sera plus tard. Néanmoins, cette première version contient une différence majeure par rapport aux textes ultérieurs, c'est l'absence de la découverte de Gondolin par Úrin. En effet, comme Christopher Tolkien le précise, cet élément ne devait apparaître qu'à partir du moment où la création de Gondolin était déplacée bien avant la Nírnaeth Arnoediad, ce qui n'était pas le cas dans la chronologie des événements pensée à l'époque de rédaction de ce conte. Dans le Lai des Enfants de Húrin, écrit en mai 1918, le nom Thangorodrim, lieu où Húrin est enchaîné, apparaît pour la première fois. Il est déjà décrit comme un siège sculpté dans la roche. Tolkien utilise encore le nom Úrin, rapidement remplacé par Húrin. Le personnage est, par ailleurs, présenté comme un compagnon de l'elfe Beleg. Finalement, l'épisode de la fondation de Gondolin avant la Nírnaeth Arnoediad, apparaît dans la réécriture de la Quenta, datant des années 1930, et le séjour de Húrin est introduit dans les Premières Annales de Beleriand, rédigées à peu près en même temps que la Quenta, ou peu après.

## Critique et analyse
Un rapprochement a pu être fait entre la vision de Frodon Sacquet à Amon Hen par Sauron, et la vision imposée par Morgoth à Húrin en haut du Thangorodrim. Selon Oberhelman, le lieu de l'enchainement de Húrin est une forme pervertie d'Hlidskjalf, le siège d'Odin en Ásgard, duquel le dieu peut voir l'intégralité des mondes qu'il dirige.

## Adaptations
Plusieurs représentations de Húrin ont été faites par des illustrateurs. Alan Lee, qui a collaboré à l'édition des Enfants de Húrin présente la découverte de Gondolin par Húrin et Huor sur les Aigles et une illustration représentant Húrin enchaîné au sommet du Thangorodrim. Nicholas Birns juge cette dernière illustration pleine de pathétisme et de tourment, mais selon lui le travail d'Alan Lee est adapté au texte. Cette scène a également fait l'objet d'une représentation par Ted Nasmith. Il a également peint la rencontre en Húrin et Morwen en Brethil Tom Loback, l'un des illustrateurs des Vinyar Tengwar a représenté, en 1989, la capture de Húrin par les Balrogs lors de la Nírnaeth Arnoediad.